# Amata bryoponda
Amata bryoponda är en fjärilsart som beskrevs av Obraztsov 1954. Amata bryoponda ingår i släktet Amata och familjen björnspinnare. Inga underarter finns listade i Catalogue of Life.